# アルフレッド・カストレル
アルフレッド・カストレル（Alfred Kastler, フランス語発音: [kastlɛʁ]、1902年5月3日 - 1984年1月7日）は、フランスの物理学者。 1966年に「原子のヘルツ波共鳴を研究するための光学的手法の発見および開発 」によりノーベル物理学賞を受賞した。

## 生涯
オー＝ラン県ゲブヴィレールで生れた。高等師範学校で学んだ後、ミュルーズのリセで教師を務めて、ボルドー大学で1941年まで教えた。ジョルジュ・ブルア（Georges Bruhat）の招きで高等師範学校に戻り、1952年に教授になった。
ジャン・ブロッセル（Jean Brossel） と協同で原子と光の共鳴的相互作用を研究し、原子を励起するために光のエネルギーを用いる光ポンピング法を開発した。これはレーザーやメーザーの開発のために重要な技術となった。1979年ヴィルヘルム・エクスナー・メダル受賞。